# Сєщінський рудник
Сєщінський рудник – колишнє гірничодобувне підприємство у Брянській області Росії. Один з найдавніших майданчиків з виробництва фосфорних добрив у цій країні. 
Розробку Сєщинського родовища фосфоритів почали ще в 1883 році. Видобуток вели як відкритим способом, так і через підземні виробітки (штольні та квершлаги). Отримана руда проходила подальше розмелювання. 
В 1926-му Сєщинський рудник видав 45 тисяч тон фосфоритів, при цьому його промислові запаси оцінювались у 736 тисяч тон. 
В 1941 році рудник припинив роботу.